# Phalacrocorax sulcirostris
Phalacrocorax sulcirostris là một loài chim trong họ Phalacrocoracidae.